# Liste des sénateurs français de 2008 à 2011
Pour les articles homonymes, voir Liste des sénateurs français.
Cet article donne la liste des 343 sénateurs de la période comprise entre les deux élections sénatoriales (2008-2011), soit élus à l'issue des élections sénatoriales de 2001,  2004 ou 2008, soit suppléant les élus ayant été nommés au gouvernement ou décédés, soit élus à l'occasion d'élections sénatoriales partielles. 
Le Sénat est administré par un bureau élu après chaque renouvellement partiel. Les sénateurs sont répartis en commissions permanentes et en groupes parlementaires. 
Pour chaque sénateur, la liste précise son département d'élection, le groupe auquel il appartient ainsi que sa série. La série A correspond au renouvellement de 2008, la série B au renouvellement de 2001 pour un mandat se terminant en 2011, la série C au renouvellement de 2004 pour un mandant se terminant soit en 2011 (sous-série C-1) soit en 2014 (sous-série C-2).
Lors de la nomination au gouvernement, du décès ou de la démission d'un sénateur, son suppléant devient sénateur (un mois après en cas d'acceptation d'une fonction gouvernementale). En outre, depuis la réforme constitutionnelle de 2008, les ministres élus quittant le gouvernement peuvent retrouver leur siège, sans passer par une élection partielle, à l'issue d'un délai d'un mois.

## Bureau du Sénat
- Président[2] : Gérard Larcher (UMP, Yvelines)

- Vice-présidents[3] (par nombre de suffrages obtenus) :
  - Catherine Tasca (SOC, Yvelines)
  - Monique Papon (UMP, Loire-Atlantique)
  - Roland du Luart (UMP, Sarthe)
  - Jean-Claude Gaudin (UMP, Bouches-du-Rhône)
  - Roger Romani (UMP, Paris)
  - Bernard Frimat (SOC, Nord)
  - Jean-Léonce Dupont (UC, Calvados)[4]
  - Guy Fischer (CRC, Rhône)[4]

- Questeurs[3] :
  - Gérard Dériot[5],[6] (UMP, Allier)
  - Jean-Marc Pastor (SOC, Tarn)
  - René Garrec (UMP, Calvados)

- Secrétaires du Sénat[7] :
  - Pour le groupe SOC : Monique Cerisier-ben Guiga, Christiane Demontès, Jean-Noël Guérini, Marc Massion, Jean-Pierre Godefroy[4] et Daniel Raoul[4]
  - Pour le groupe UMP : Alain Dufaut, Philippe Nachbar, Bernard Saugey et Jean-Paul Virapoullé[4]
  - Pour le groupe UC : Jean-Léonce Dupont et Anne-Marie Payet
  - Pour le groupe CRC : Michelle Demessine et Guy Fischer
  - Pour le groupe du RDSE : François Fortassin
  - Pour la RASNAG : Sylvie Desmarescaux[4]

## Commissions permanentes du Sénat
Les présidents des six commissions permanentes sont :
- Commission des finances, du contrôle budgétaire et des comptes économiques de la Nation : Jean Arthuis (UC, Mayenne)
- Commission des lois constitutionnelles, de législation, du suffrage universel, du règlement et d'administration générale : Jean-Jacques Hyest (UMP, Seine-et-Marne)
- Commission des affaires étrangères, de la défense et des forces armées : Josselin de Rohan (UMP, Morbihan)
- Commission de l'économie, du développement durable et de l'aménagement du territoire : Jean-Paul Émorine (UMP, Saône-et-Loire)
- Commission des affaires sociales : Nicolas About (UC, Yvelines) puis Muguette Dini[9] (UC, Rhône)
- Commission de la culture, de l'éducation et de la communication : Jacques Legendre (UMP, Nord)

## Groupes parlementaires
Les présidents des groupes parlementaires sont (par ordre décroissant de la taille du groupe) :
- Groupe UMP : Jean-Claude Gaudin (Bouches-du-Rhône), élu le 8 mars 2011[10].
- Groupe SOC : Jean-Pierre Bel (Ariège), réélu le 30 septembre 2008.
- Groupe UC : François Zocchetto (Mayenne), élu le 8 février 2011[11].
- Groupe CRC : Nicole Borvo Cohen-Seat (Paris), réélue le 30 septembre 2008.
- Groupe du RDSE : Yvon Collin (Tarn-et-Garonne), élu le 30 septembre 2008.
- RASNAG : Philippe Adnot (Aube) (délégué).

## Liste des sénateurs
| Nom                          |  | Groupe | Circonscription                 | Série |
| ---------------------------- |  | ------ | ------------------------------- | ----- |
| Philippe Adnot               |  | RASNAG | Aube                            | A     |
| Jean-Paul Alduy              |  | UMP    | Pyrénées-Orientales             | B     |
| Nicolas Alfonsi              |  | RDSE   | Corse-du-Sud                    | A     |
| Jacqueline Alquier           |  | SOC    | Tarn                            | C-2   |
| Jean-Paul Amoudry            |  | UC     | Haute-Savoie                    | C-2   |
| Michèle André                |  | SOC    | Puy-de-Dôme                     | B     |
| Pierre André                 |  | UMP    | Aisne                           | A     |
| Serge Andreoni               |  | SOC    | Bouches-du-Rhône                | A     |
| Bernard Angels               |  | SOC    | Val-d'Oise                      | C-1   |
| Jean-Étienne Antoinette      |  | SOC    | Guyane                          | A     |
| Alain Anziani                |  | SOC    | Gironde                         | A     |
| Jean Arthuis                 |  | UC     | Mayenne                         | B     |
| Éliane Assassi               |  | CRC    | Seine-Saint-Denis               | C-1   |
| David Assouline              |  | SOC    | Paris                           | C-1   |
| Bertrand Auban               |  | SOC    | Haute-Garonne                   | A     |
| François Autain              |  | CRC    | Loire-Atlantique                | B     |
| Robert Badinter              |  | SOC    | Hauts-de-Seine                  | C-1   |
| Denis Badré                  |  | UC     | Hauts-de-Seine                  | C-1   |
| Gérard Bailly                |  | UMP    | Jura                            | B     |
| Gilbert Barbier              |  | RDSE   | Jura                            | B     |
| Jean-Michel Baylet           |  | RDSE   | Tarn-et-Garonne                 | C-2   |
| Marie-France Beaufils        |  | CRC    | Indre-et-Loire                  | B     |
| René Beaumont                |  | UMP    | Saône-et-Loire                  | C-2   |
| Michel Bécot                 |  | UMP    | Deux-Sèvres                     | C-2   |
| Jean-Pierre Bel              |  | SOC    | Ariège                          | A     |
| Claude Belot                 |  | UMP    | Charente-Maritime               | A     |
| Claude Bérit-Débat           |  | SOC    | Dordogne                        | A     |
| Pierre Bernard-Reymond       |  | UMP    | Hautes-Alpes                    | A     |
| Jacques Berthou              |  | SOC    | Ain                             | A     |
| Jean Besson                  |  | SOC    | Drôme                           | A     |
| Laurent Béteille             |  | UMP    | Essonne                         | C-1   |
| Joël Billard                 |  | UMP    | Eure-et-Loir                    | A     |
| Michel Billout               |  | CRC    | Seine-et-Marne                  | C-1   |
| Claude Biwer                 |  | UC     | Meuse                           | B     |
| Jean Bizet                   |  | UMP    | Manche                          | B     |
| Jacques Blanc                |  | UMP    | Lozère                          | B     |
| Paul Blanc                   |  | UMP    | Pyrénées-Orientales             | B     |
| Marie-Christine Blandin      |  | SOC    | Nord                            | B     |
| Maryvonne Blondin            |  | SOC    | Finistère                       | A     |
| Jean-Marie Bockel            |  | RDSE   | Haut-Rhin                       | C-2   |
| Yannick Bodin                |  | SOC    | Seine-et-Marne                  | C-1   |
| Nicole Bonnefoy              |  | SOC    | Charente                        | A     |
| Pierre Bordier               |  | UMP    | Yonne                           | C-2   |
| Didier Borotra               |  | UC     | Pyrénées-Atlantiques            | B     |
| Nicole Borvo Cohen-Seat      |  | CRC    | Paris                           | C-1   |
| Yannick Botrel               |  | SOC    | Côtes-d'Armor                   | A     |
| Didier Boulaud               |  | SOC    | Nièvre                          | B     |
| Alima Boumediene-Thiery      |  | SOC    | Paris                           | C-1   |
| Joël Bourdin                 |  | UMP    | Eure                            | A     |
| Martial Bourquin             |  | SOC    | Doubs                           | A     |
| Bernadette Bourzai           |  | SOC    | Corrèze                         | A     |
| Brigitte Bout                |  | UMP    | Pas-de-Calais                   | B     |
| Michel Boutant               |  | SOC    | Charente                        | A     |
| Jean Boyer                   |  | UC     | Haute-Loire                     | B     |
| Dominique Braye              |  | UMP    | Yvelines                        | C-1   |
| Nicole Bricq                 |  | SOC    | Seine-et-Marne                  | C-1   |
| Marie-Thérèse Bruguière      |  | UMP    | Hérault                         | A     |
| François-Noël Buffet         |  | UMP    | Rhône                           | C-2   |
| Jean-Pierre Caffet           |  | SOC    | Paris                           | C-1   |
| Christian Cambon             |  | UMP    | Val-de-Marne                    | C-1   |
| Claire-Lise Campion          |  | SOC    | Essonne                         | C-1   |
| Jean-Pierre Cantegrit        |  | UMP    | Français établis hors de France | B     |
| Jean-Claude Carle            |  | UMP    | Haute-Savoie                    | C-2   |
| Jean-Louis Carrère           |  | SOC    | Landes                          | B     |
| Françoise Cartron            |  | SOC    | Gironde                         | A     |
| Auguste Cazalet              |  | UMP    | Pyrénées-Atlantiques            | B     |
| Bernard Cazeau               |  | SOC    | Dordogne                        | A     |
| Monique Cerisier-Ben Guiga   |  | SOC    | Français établis hors de France | B     |
| Gérard César                 |  | UMP    | Gironde                         | A     |
| Yves Chastan                 |  | SOC    | Ardèche                         | A     |
| Alain Chatillon              |  | UMP    | Haute-Garonne                   | A     |
| Jean-Pierre Chauveau         |  | UMP    | Sarthe                          | C-2   |
| Jean-Pierre Chevènement      |  | RDSE   | Territoire de Belfort           | A     |
| Marcel-Pierre Cléach         |  | UMP    | Sarthe                          | C-2   |
| Christian Cointat            |  | UMP    | Français établis hors de France | C-2   |
| Yvon Collin                  |  | RDSE   | Tarn-et-Garonne                 | C-2   |
| Gérard Collomb               |  | SOC    | Rhône                           | C-2   |
| Pierre-Yves Collombat        |  | SOC    | Var                             | C-2   |
| Gérard Cornu                 |  | UMP    | Eure-et-Loir                    | A     |
| Raymond Couderc              |  | UMP    | Hérault                         | A     |
| Roland Courteau              |  | SOC    | Aude                            | A     |
| Jean-Patrick Courtois        |  | UMP    | Saône-et-Loire                  | C-2   |
| Roselle Cros                 |  | UC     | Yvelines                        | C-1   |
| Philippe Dallier             |  | UMP    | Seine-Saint-Denis               | C-1   |
| Jean-Claude Danglot          |  | CRC    | Pas-de-Calais                   | B     |
| Philippe Darniche            |  | RASNAG | Vendée                          | C-2   |
| Serge Dassault               |  | UMP    | Essonne                         | C-1   |
| Yves Daudigny                |  | SOC    | Aisne                           | A     |
| Yves Dauge                   |  | SOC    | Indre-et-Loire                  | B     |
| Marc Daunis                  |  | SOC    | Alpes-Maritimes                 | A     |
| Annie David                  |  | CRC    | Isère                           | B     |
| Isabelle Debré               |  | UMP    | Hauts-de-Seine                  | C-1   |
| Robert del Picchia           |  | UMP    | Français établis hors de France | A     |
| Jean-Pierre Demerliat        |  | SOC    | Haute-Vienne                    | C-2   |
| Michelle Demessine           |  | CRC    | Nord                            | B     |
| Christiane Demontès          |  | SOC    | Rhône                           | C-2   |
| Christian Demuynck           |  | UMP    | Seine-Saint-Denis               | C-1   |
| Marcel Deneux                |  | UC     | Somme                           | C-2   |
| Gérard Dériot                |  | UMP    | Allier                          | A     |
| Catherine Deroche            |  | UMP    | Maine-et-Loire                  | B     |
| Jean Desessard               |  | SOC    | Paris                           | C-1   |
| Sylvie Desmarescaux          |  | RASNAG | Nord                            | B     |
| Denis Detcheverry            |  | RDSE   | Saint-Pierre-et-Miquelon        | C-1   |
| Yves Détraigne               |  | UC     | Marne                           | B     |
| Évelyne Didier               |  | CRC    | Meurthe-et-Moselle              | B     |
| Muguette Dini                |  | UC     | Rhône                           | C-2   |
| Éric Doligé                  |  | UMP    | Loiret                          | B     |
| Claude Domeizel              |  | SOC    | Alpes-de-Haute-Provence         | A     |
| Philippe Dominati            |  | UMP    | Paris                           | C-1   |
| Michel Doublet               |  | UMP    | Charente-Maritime               | A     |
| Daniel Dubois                |  | UC     | Somme                           | C-2   |
| Alain Dufaut                 |  | UMP    | Vaucluse                        | C-2   |
| André Dulait                 |  | UMP    | Deux-Sèvres                     | C-2   |
| Catherine Dumas              |  | UMP    | Paris                           | C-1   |
| Ambroise Dupont              |  | UMP    | Calvados                        | A     |
| Bernadette Dupont            |  | UMP    | Yvelines                        | C-1   |
| Jean-Léonce Dupont           |  | UC     | Calvados                        | A     |
| Josette Durrieu              |  | SOC    | Hautes-Pyrénées                 | B     |
| Louis Duvernois              |  | UMP    | Français établis hors de France | B     |
| Jean-Paul Émorine            |  | UMP    | Saône-et-Loire                  | C-2   |
| Anne-Marie Escoffier         |  | RDSE   | Aveyron                         | A     |
| Marie-Hélène des Esgaulx     |  | UMP    | Gironde                         | A     |
| Hubert Falco                 |  | UMP    | Var                             | C-2   |
| Pierre Fauchon               |  | UC     | Loir-et-Cher                    | B     |
| Alain Fauconnier             |  | SOC    | Aveyron                         | A     |
| Jean Faure                   |  | UMP    | Isère                           | B     |
| Françoise Férat              |  | UC     | Marne                           | B     |
| André Ferrand                |  | UMP    | Français établis hors de France | A     |
| Jean-Luc Fichet              |  | SOC    | Finistère                       | A     |
| Guy Fischer                  |  | CRC    | Rhône                           | C-2   |
| Louis-Constant Fleming       |  | UMP    | Saint-Martin                    | A     |
| Gaston Flosse                |  | RASNAG | Polynésie française             | A     |
| François Fortassin           |  | RDSE   | Hautes-Pyrénées                 | B     |
| Thierry Foucaud              |  | CRC    | Seine-Maritime                  | C-2   |
| Alain Fouché                 |  | UMP    | Vienne                          | C-2   |
| Jean-Pierre Fourcade         |  | UMP    | Hauts-de-Seine                  | C-1   |
| Bernard Fournier             |  | UMP    | Loire                           | B     |
| Jean-Paul Fournier           |  | UMP    | Gard                            | A     |
| Jean François-Poncet         |  | UMP    | Lot-et-Garonne                  | B     |
| Christophe-André Frassa      |  | UMP    | Français établis hors de France | A     |
| Jean-Claude Frécon           |  | SOC    | Loire                           | B     |
| Bernard Frimat               |  | SOC    | Nord                            | B     |
| Yann Gaillard                |  | UMP    | Aube                            | A     |
| René Garrec                  |  | UMP    | Calvados                        | A     |
| Joëlle Garriaud-Maylam       |  | UMP    | Français établis hors de France | C-1   |
| Jean-Claude Gaudin           |  | UMP    | Bouches-du-Rhône                | A     |
| Charles Gautier              |  | SOC    | Loire-Atlantique                | B     |
| Gisèle Gautier               |  | UMP    | Loire-Atlantique                | B     |
| Jacques Gautier              |  | UMP    | Hauts-de-Seine                  | C-1   |
| Patrice Gélard               |  | UMP    | Seine-Maritime                  | C-2   |
| Samia Ghali                  |  | SOC    | Bouches-du-Rhône                | A     |
| Bruno Gilles                 |  | UMP    | Bouches-du-Rhône                | A     |
| Jacques Gillot               |  | SOC    | Guadeloupe                      | C-1   |
| Adrien Giraud                |  | UC     | Mayotte                         | C-1   |
| Colette Giudicelli           |  | UMP    | Alpes-Maritimes                 | A     |
| Serge Godard                 |  | SOC    | Puy-de-Dôme                     | B     |
| Jean-Pierre Godefroy         |  | SOC    | Manche                          | B     |
| Brigitte Gonthier-Maurin     |  | CRC    | Hauts-de-Seine                  | C-1   |
| Nathalie Goulet              |  | UC     | Orne                            | B     |
| Jacqueline Gourault          |  | UC     | Loir-et-Cher                    | B     |
| Alain Gournac                |  | UMP    | Yvelines                        | C-1   |
| Adrien Gouteyron             |  | UMP    | Haute-Loire                     | B     |
| Sylvie Goy-Chavent           |  | UMP    | Ain                             | A     |
| Francis Grignon              |  | UMP    | Bas-Rhin                        | C-2   |
| Charles Guené                |  | UMP    | Haute-Marne                     | B     |
| Jean-Noël Guérini            |  | SOC    | Bouches-du-Rhône                | A     |
| Michel Guerry                |  | UMP    | Français établis hors de France | B     |
| Didier Guillaume             |  | SOC    | Drôme                           | A     |
| Claude Haut                  |  | SOC    | Vaucluse                        | C-2   |
| Françoise Henneron           |  | UMP    | Pas-de-Calais                   | B     |
| Pierre Hérisson              |  | UMP    | Haute-Savoie                    | C-2   |
| Marie-Thérèse Hermange       |  | UMP    | Paris                           | C-1   |
| Edmond Hervé                 |  | SOC    | Ille-et-Vilaine                 | A     |
| Odette Herviaux              |  | SOC    | Morbihan                        | B     |
| Gélita Hoarau                |  | CRC    | La Réunion                      | B     |
| Michel Houel                 |  | UMP    | Seine-et-Marne                  | C-1   |
| Alain Houpert                |  | UMP    | Côte-d'Or                       | A     |
| Robert Hue                   |  | CRC    | Val-d'Oise                      | C-1   |
| Jean-François Humbert        |  | UMP    | Doubs                           | A     |
| Christiane Hummel            |  | UMP    | Var                             | C-2   |
| Benoît Huré                  |  | UMP    | Ardennes                        | A     |
| Jean-Jacques Hyest           |  | UMP    | Seine-et-Marne                  | C-1   |
| Soibahadine Ibrahim Ramadani |  | UMP    | Mayotte                         | C-1   |
| Pierre Jarlier               |  | UC     | Cantal                          | A     |
| Annie Jarraud-Vergnolle      |  | SOC    | Pyrénées-Atlantiques            | B     |
| Claude Jeannerot             |  | SOC    | Doubs                           | A     |
| Jean-Jacques Jégou           |  | UC     | Val-de-Marne                    | C-1   |
| Sophie Joissains             |  | UMP    | Bouches-du-Rhône                | A     |
| Jean-Marc Juilhard           |  | UMP    | Puy-de-Dôme                     | B     |
| Christiane Kammermann        |  | UMP    | Français établis hors de France | C-1   |
| Fabienne Keller              |  | UMP    | Bas-Rhin                        | C-2   |
| Ronan Kerdraon               |  | SOC    | Côtes-d'Armor                   | A     |
| Joseph Kergueris             |  | UC     | Morbihan                        | B     |
| Bariza Khiari                |  | SOC    | Paris                           | C-1   |
| Virginie Klès                |  | SOC    | Ille-et-Vilaine                 | A     |
| Yves Krattinger              |  | SOC    | Haute-Saône                     | C-2   |
| Marie-Agnès Labarre          |  | CRC    | Essonne                         | C-1   |
| Philippe Labeyrie            |  | SOC    | Landes                          | B     |
| Françoise Laborde            |  | RDSE   | Haute-Garonne                   | A     |
| Serge Lagauche               |  | SOC    | Val-de-Marne                    | C-1   |
| Alain Lambert                |  | UMP    | Orne                            | B     |
| Marc Laménie                 |  | UMP    | Ardennes                        | A     |
| Élisabeth Lamure             |  | UMP    | Rhône                           | C-2   |
| Gérard Larcher               |  | UMP    | Yvelines                        | C-1   |
| Serge Larcher                |  | SOC    | Martinique                      | C-1   |
| André Lardeux                |  | UMP    | Maine-et-Loire                  | B     |
| Robert Laufoaulu             |  | UMP    | Wallis-et-Futuna                | A     |
| Daniel Laurent               |  | UMP    | Charente-Maritime               | A     |
| Françoise Laurent-Perrigot   |  | SOC    | Gard                            | A     |
| Gérard Le Cam                |  | CRC    | Côtes-d'Armor                   | A     |
| Jean-René Lecerf             |  | UMP    | Nord                            | B     |
| Dominique Leclerc            |  | UMP    | Indre-et-Loire                  | B     |
| Antoine Lefèvre              |  | UMP    | Aisne                           | A     |
| Jacques Legendre             |  | UMP    | Nord                            | B     |
| Dominique de Legge           |  | UMP    | Ille-et-Vilaine                 | A     |
| Jean-François Le Grand       |  | RASNAG | Manche                          | B     |
| Jean-Pierre Leleux           |  | UMP    | Alpes-Maritimes                 | A     |
| Jacky Le Menn                |  | SOC    | Ille-et-Vilaine                 | A     |
| Claude Léonard               |  | UMP    | Meuse                           | B     |
| Claudine Lepage              |  | SOC    | Français établis hors de France | A     |
| Philippe Leroy               |  | UMP    | Moselle                         | B     |
| Valérie Létard               |  | UC     | Nord                            | B     |
| Raymonde Le Texier           |  | SOC    | Val-d'Oise                      | C-1   |
| Alain Le Vern                |  | SOC    | Seine-Maritime                  | C-2   |
| Claude Lise                  |  | SOC    | Martinique                      | C-1   |
| Christiane Longère           |  | UMP    | Loire                           | B     |
| Jean-Louis Lorrain           |  | UMP    | Haut-Rhin                       | C-2   |
| Simon Loueckhote             |  | UMP    | Nouvelle-Calédonie              | B     |
| Jean-Jacques Lozach          |  | SOC    | Creuse                          | A     |
| Roland du Luart              |  | UMP    | Sarthe                          | C-2   |
| Roger Madec                  |  | SOC    | Paris                           | C-1   |
| Philippe Madrelle            |  | SOC    | Gironde                         | A     |
| Michel Magras                |  | UMP    | Saint-Barthélemy                | A     |
| Jacques Mahéas               |  | SOC    | Seine-Saint-Denis               | C-1   |
| Lucienne Malovry             |  | UMP    | Val-d'Oise                      | C-1   |
| François Marc                |  | SOC    | Finistère                       | A     |
| Philippe Marini              |  | UMP    | Oise                            | B     |
| Daniel Marsin                |  | RDSE   | Guadeloupe                      | C-1   |
| Pierre Martin                |  | UMP    | Somme                           | C-2   |
| Jean-Pierre Masseret         |  | SOC    | Moselle                         | B     |
| Marc Massion                 |  | SOC    | Seine-Maritime                  | C-2   |
| Jean-Louis Masson            |  | RASNAG | Moselle                         | B     |
| Josiane Mathon-Poinat        |  | CRC    | Loire                           | B     |
| Hervé Maurey                 |  | UC     | Eure                            | A     |
| Pierre Mauroy                |  | SOC    | Nord                            | B     |
| Jean-François Mayet          |  | UMP    | Indre                           | A     |
| Rachel Mazuir                |  | SOC    | Ain                             | A     |
| Colette Mélot                |  | UMP    | Seine-et-Marne                  | C-1   |
| Jean-Claude Merceron         |  | UC     | Vendée                          | C-2   |
| Louis Mermaz                 |  | SOC    | Isère                           | B     |
| Jacques Mézard               |  | RDSE   | Cantal                          | A     |
| Lucette Michaux-Chevry       |  | UMP    | Guadeloupe                      | C-1   |
| Jean-Pierre Michel           |  | SOC    | Haute-Saône                     | C-2   |
| Jean Milhau                  |  | RDSE   | Lot                             | B     |
| Alain Milon                  |  | UMP    | Vaucluse                        | C-2   |
| Gérard Miquel                |  | SOC    | Lot                             | B     |
| Jean-Jacques Mirassou        |  | SOC    | Haute-Garonne                   | A     |
| Aymeri de Montesquiou        |  | RDSE   | Gers                            | A     |
| Albéric de Montgolfier       |  | UMP    | Eure-et-Loir                    | A     |
| Catherine Morin-Desailly     |  | UC     | Seine-Maritime                  | C-2   |
| Philippe Nachbar             |  | UMP    | Meurthe-et-Moselle              | B     |
| Robert Navarro               |  | SOC    | Hérault                         | A     |
| Louis Nègre                  |  | UMP    | Alpes-Maritimes                 | A     |
| Renée Nicoux                 |  | SOC    | Creuse                          | A     |
| Mireille Oudit               |  | UMP    | Marne                           | B     |
| Jacqueline Panis             |  | UMP    | Meurthe-et-Moselle              | B     |
| Monique Papon                |  | UMP    | Loire-Atlantique                | B     |
| Charles Pasqua               |  | UMP    | Hauts-de-Seine                  | C-1   |
| Isabelle Pasquet             |  | CRC    | Bouches-du-Rhône                | A     |
| Jean-Marc Pastor             |  | SOC    | Tarn                            | C-2   |
| Georges Patient              |  | SOC    | Guyane                          | A     |
| François Patriat             |  | SOC    | Côte-d'Or                       | A     |
| Philippe Paul                |  | UMP    | Finistère                       | A     |
| Anne-Marie Payet             |  | UC     | La Réunion                      | B     |
| Daniel Percheron             |  | SOC    | Pas-de-Calais                   | B     |
| Jean-Claude Peyronnet        |  | SOC    | Haute-Vienne                    | C-2   |
| Jackie Pierre                |  | UMP    | Vosges                          | C-2   |
| Jean-Jacques Pignard         |  | UC     | Rhône                           | C-2   |
| François Pillet              |  | UMP    | Cher                            | A     |
| Xavier Pintat                |  | UMP    | Gironde                         | A     |
| Louis Pinton                 |  | UMP    | Indre                           | A     |
| Bernard Piras                |  | SOC    | Drôme                           | A     |
| Jean-Pierre Plancade         |  | RDSE   | Haute-Garonne                   | A     |
| Rémy Pointereau              |  | UMP    | Cher                            | A     |
| Christian Poncelet           |  | UMP    | Vosges                          | C-2   |
| Ladislas Poniatowski         |  | UMP    | Eure                            | A     |
| Hugues Portelli              |  | UMP    | Val-d'Oise                      | C-1   |
| Roland Povinelli             |  | SOC    | Bouches-du-Rhône                | A     |
| Yves Pozzo di Borgo          |  | UC     | Paris                           | C-1   |
| Gisèle Printz                |  | SOC    | Moselle                         | B     |
| Catherine Procaccia          |  | UMP    | Val-de-Marne                    | C-1   |
| Jean-Pierre Raffarin         |  | UMP    | Vienne                          | C-2   |
| Marcel Rainaud               |  | SOC    | Aude                            | A     |
| Jack Ralite                  |  | CRC    | Seine-Saint-Denis               | C-1   |
| Daniel Raoul                 |  | SOC    | Maine-et-Loire                  | B     |
| Paul Raoult                  |  | SOC    | Nord                            | B     |
| François Rebsamen            |  | SOC    | Côte-d'Or                       | A     |
| André Reichardt              |  | UMP    | Bas-Rhin                        | C-2   |
| Daniel Reiner                |  | SOC    | Meurthe-et-Moselle              | B     |
| Ivan Renar                   |  | CRC    | Nord                            | B     |
| Thierry Repentin             |  | SOC    | Savoie                          | C-2   |
| Bruno Retailleau             |  | RASNAG | Vendée                          | C-2   |
| Charles Revet                |  | UMP    | Seine-Maritime                  | C-2   |
| Roland Ries                  |  | SOC    | Bas-Rhin                        | C-2   |
| Josselin de Rohan            |  | UMP    | Morbihan                        | B     |
| Roger Romani                 |  | UMP    | Paris                           | C-1   |
| Janine Rozier                |  | UMP    | Loiret                          | B     |
| Michèle San Vicente-Baudrin  |  | SOC    | Pas-de-Calais                   | B     |
| Bernard Saugey               |  | UMP    | Isère                           | B     |
| Patricia Schillinger         |  | SOC    | Haut-Rhin                       | C-2   |
| Mireille Schurch             |  | CRC    | Allier                          | A     |
| Michel Sergent               |  | SOC    | Pas-de-Calais                   | B     |
| Bruno Sido                   |  | UMP    | Haute-Marne                     | B     |
| René-Pierre Signé            |  | SOC    | Nièvre                          | B     |
| Esther Sittler               |  | UMP    | Bas-Rhin                        | C-2   |
| Daniel Soulage               |  | UC     | Lot-et-Garonne                  | B     |
| Jean-Pierre Sueur            |  | SOC    | Loiret                          | B     |
| Simon Sutour                 |  | SOC    | Gard                            | A     |
| Catherine Tasca              |  | SOC    | Yvelines                        | C-1   |
| Odette Terrade               |  | CRC    | Val-de-Marne                    | C-1   |
| Michel Teston                |  | SOC    | Ardèche                         | A     |
| René Teulade                 |  | SOC    | Corrèze                         | A     |
| Jean-Marc Todeschini         |  | SOC    | Moselle                         | B     |
| André Trillard               |  | UMP    | Loire-Atlantique                | B     |
| Catherine Troendle           |  | UMP    | Haut-Rhin                       | C-2   |
| Robert Tropeano              |  | RDSE   | Hérault                         | A     |
| François Trucy               |  | UMP    | Var                             | C-2   |
| Richard Tuheiava             |  | SOC    | Polynésie française             | A     |
| Alex Türk                    |  | RASNAG | Nord                            | B     |
| Raymond Vall                 |  | RDSE   | Gers                            | A     |
| Jean-Marie Vanlerenberghe    |  | UC     | Pas-de-Calais                   | B     |
| André Vantomme               |  | SOC    | Oise                            | B     |
| Alain Vasselle               |  | UMP    | Oise                            | B     |
| François Vendasi             |  | RDSE   | Haute-Corse                     | A     |
| Bernard Vera                 |  | CRC    | Essonne                         | C-1   |
| René Vestri                  |  | UMP    | Alpes-Maritimes                 | A     |
| Jean-Pierre Vial             |  | UMP    | Savoie                          | C-2   |
| André Villiers               |  | UMP    | Yonne                           | C-2   |
| Jean-Paul Virapoullé         |  | UMP    | La Réunion                      | B     |
| Jean-François Voguet         |  | CRC    | Val-de-Marne                    | C-1   |
| Dominique Voynet             |  | SOC    | Seine-Saint-Denis               | C-1   |
| Richard Yung                 |  | SOC    | Français établis hors de France | C-2   |
| François Zocchetto           |  | UC     | Mayenne                         | B     |

## Séries
- La série A est renouvelée pour la dernière fois lors des élections sénatoriales de 2008. L'élection était initialement prévue en 2007, mais fut exceptionnellement reportée par une décision du Conseil constitutionnel de 2004, pour éviter un nombre trop grand de scrutins durant l'année 2007. Les sénateurs sont alors élus pour six ans.
- La série B correspond au renouvellement de 2001 arrivant à échéance en 2011. Le mandat des sénateurs de cette série est de dix ans, en raison du report du scrutin de 2010 à 2011.
- La série C correspond au renouvellement de 2004. Par tirage au sort, la moitié des sièges de la série C ont été attribués à la future série 1 pour des mandats de six ans (sept ans grâce aux reports d'élections), l'autre partie attribuée à la future série 2 pour des mandats de neuf ans (dix ans en raison du report des élections).
- La série 1 est renouvelée pour la première fois lors des élections sénatoriales de 2011, à l'échéance du  mandat des sénateurs de la série B, élus en 2001 pour neuf ans, et des sénateurs de la première partie de la série C, élus en 2004 pour six ans.
- La série 2 est renouvelée pour la première fois lors des élections sénatoriales de 2014, à l'échéance du  mandat des sénateurs de la série A, élus en 2008 pour six ans, et des sénateurs de la seconde partie de la série C, élus en 2004 pour neuf ans.

## Doyen
- Le nouveau doyen d'âge du Sénat, président de la séance lors de l'élection du nouveau président, est Serge Dassault (83 ans), qui succède à Paulette Brisepierre (91 ans), qui ne se représentait pas[30].

- Paul Vergès élu le 25 septembre 2011 sénateur de La Réunion a présidé le 1er octobre 2011 la séance dédiée à l'élection du président du Sénat en tant que doyen d'âge (86 ans).